# Woodside (Telford and Wrekin)
Woodside – dzielnica miasta Telford, w Anglii, w Shropshire, w dystrykcie (unitary authority) Telford and Wrekin. W 2011 roku dzielnica liczyła 6898 mieszkańców.